# Ryszard Lipczuk

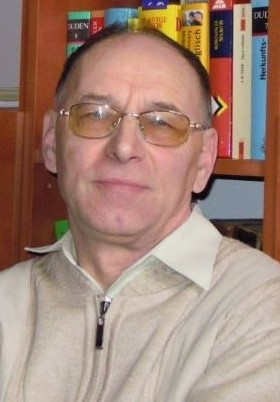
Ryszard Lipczuk (2011)

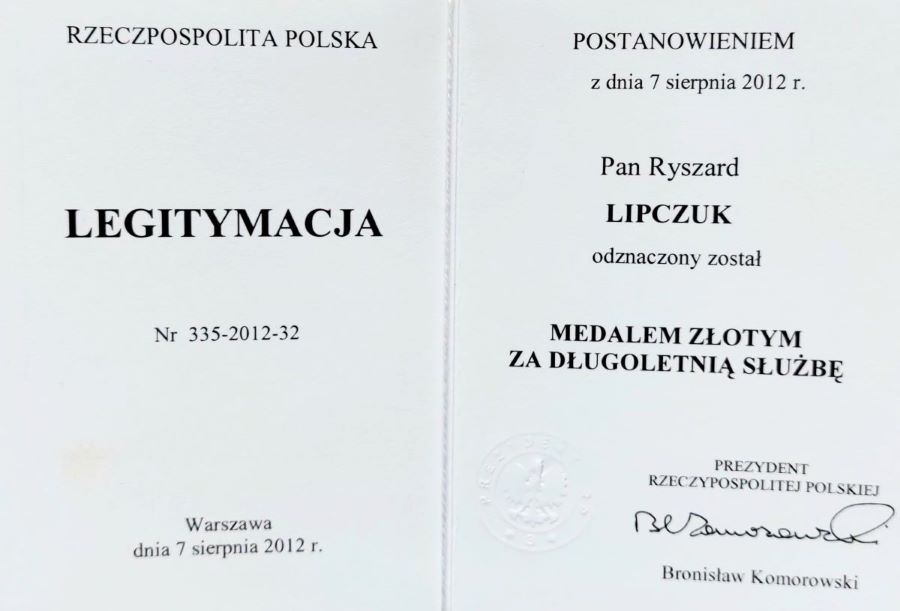
Goldene Medaille 2012

Ryszard Lipczuk (* 29. Januar 1948 in Teremiec, Wojewodschaft Lublin, Polen) ist ein polnischer Germanist, Sprachwissenschaftler und Hochschullehrer. Er war Professor an der Nikolaus-Kopernikus-Universität in Toruń/Thorn und der Universität Szczecin/Stettin. Wikipedianer.

## Leben
In den Jahren 1954 bis 1961 besuchte er die Grundschule in Teremiec und Strzelce. 1965 bestand er die Reifeprüfung im Stefan-Czarniecki-Gymnasium in Chełm. In den Jahren 1965 bis 1970 folgte das Studium der Germanistik an der Universität Warschau. Von 1970 bis 1993 war er wissenschaftlicher Mitarbeiter an der N-C-Universität in Toruń. 1977 promovierte er an der Universität Warschau zum Thema der Zahlwörter im Deutschen und Polnischen. 1986 erlangte er seine Habilitation über deutsch-polnische Tautonyme (falsche Freunde), 1990 wurde er a.o. Professor. In den Jahren 1993 bis 2018 war er an der Universität Szczecin tätig. Im Januar 2002 verlieh ihm der polnische Präsident den Professorentitel. 2004 wurde er Ordinarius. In den Jahren 1993 bis 1997 und 2005 bis 2012 war er Direktor des Germanistischen Instituts der Universität Szczecin, von 1993 bis 2015 Leiter der Abteilung für Sprachwissenschaft dieses Instituts. 2018 ging er in den Ruhestand, allerdings setzte er seine Lehrtätigkeit bis 2020 fort. Er betreute ca. 330 Magisterarbeiten und neun Doktorarbeiten.

## Wissenschaftliche Tätigkeit
Seine Hauptgebiete in der Forschung waren die Lexikologie und Lexikografie, insbesondere „falsche Freunde des Übersetzers“, die Geschichte des Fremdwortpurismus in Deutschland und Polen sowie deutsch-polnische Wörterbücher. Er verfasste ca. 260 wissenschaftliche und didaktische Arbeiten.
Herausgeber der Buchreihe „Stettiner Beiträge zur Sprachwissenschaft“ (Verlag Dr. Kovač, Hamburg).
Konferenzbeiträge und Gastvorträge in Deutschland, Polen, Österreich, Slowenien, Frankreich, Belgien, Dänemark. Schweden, Japan, Kanada.

## Werke (Auswahl)

### Monographien
- Die Stellung der Zahlwörter im Rahmen der Wortarten. Eine deutsch-polnische Konfrontation. Kümmerle, Göppingen 1980, ISBN 3-87452-479-5
- Verbale Tautonyme lateinischer Herkunft in deutsch-polnischer Relation. Ein Beitrag zur semantischen Beschreibung nach dem gebrauchstheoretischen Ansatz. Kümmerle, Göppingen 1986, ISBN 3-87452-692-5.
- Wörter fremder Herkunft im deutschen und polnischen Sportwortschatz. Wydawnictwo Uniwersytetu Szczecińskiego, Szczecin 1999, ISBN 83-7241-034-8.
- (mit Agnieszka Frączek) Słowniki polsko-niemieckie i niemiecko-polskie. Historia i teraźniejszość (Polnisch-deutsche und deutsch-polnische Wörterbücher. Geschichte und Gegenwart). Oficyna In Plus, Szczecin – Wołczkowo 2004, ISBN 83-89402-06-8.
- Geschichte und Gegenwart des Fremdwortpurismus in Deutschland und Polen. Peter Lang, Frankfurt a. M. 2007, ISBN 978-3-631-57388-4.
- Walka z wyrazami obcymi w Niemczech – historia i współczesność (Der Kampf gegen Fremdwörter in Deutschland – Geschichte und Gegenwart). Universitas, Kraków 2014, ISBN 978-83-242-2332-9.
- Geflügelte Worte in Wörterbüchern. Eine Untersuchung zur deutschen und deutsch-polnischen Lexikografie = Stettiner Beiträge zur Sprachwissenschaft Bd. 10. Verlag Dr. Kovač, Hamburg 2018, ISBN 978-3-8300-9980-2.
- O języku niemieckim i języku polskim nie tylko dla germanistów. Volumina.pl, Szczecin 2024, ISBN 978-83-7867-880-9.

### Wörterbücher und Lexika (Auswahl)
- Mały słownik tautonimów niemiecko-polskich (Ein kleines Wörterbuch der deutsch-polnischen Tautonyme). Wydawnictwa Szkolne i Pedagogiczne, Warszawa 1990, ISBN 83-02-04023-1.
- (mit: Zofia Bilut-Homplewicz, Andrzej Kątny, Christoph Schatte) Niemiecko-polski słownik tautonimów. PWN, Warszawa 1995, ISBN 83-01-11806-7.
- (Redaktion) Langenscheidt. Słownik Partner polsko-niemiecki, niemiecko-polski. Langenscheidt, Berlin etc. 2006, ISBN 978-83-89718-99-0.
- Niemiecko-polski słownik frazeologizmów (Deutsch-polnisches phraseologisches Wörterbuch Online). 2012.[8]
- (mit Paweł Mecner, Werner Westphal) Lexikon der modernen Linguistik. Ausgewählte Begriffe zur Kommunikation und Kognitionswissenschaft. Albatros, Szczecin 1999, 2. Aufl. 2000, ISBN 83-85796-89-4.
- Konsultation bei einigen Wörterbüchern, u. a.: Großwörterbücher polnisch-deutsch, deutsch-polnisch PWN (2008–2010).

### Herausgeber (Auswahl)
- Grammatische Studien. Beiträge zur germanistischen Linguistik in Polen. Kümmerle, Göppingen 1985, ISBN 3-87452-682-8.
- (mit Przemysław Jackowski) Wörter und Wörterbücher. Übersetzung und Spracherwerb = Stettiner Beiträge zur Sprachwissenschaft Bd. 1. Verlag Dr. Kovač, Hamburg 2008, ISBN 978-3-8300-3533-6.
- (mit Magdalena Lisiecka-Czop. Dorota Misiek) Phraseologismen in deutsch-polnischen Wörterbüchern. Theoretische und praktische Aspekte der Phraseologie und Lexikographie = Stettiner Beiträge zur Sprachwissenschaft Bd. 4. Verlag Dr. Kovač, Hamburg 2011, ISBN 978-3-8300-5718-5.
- (mit Jürgen Schiewe, Krzysztof Nerlicki, Werner Westphal) Kommunikation für Europa II. Sprache und Identität. Peter Lang, Frankfurt a. M. 2011, ISBN 978-3-631-58014-1.
- (mit Krzysztof Nerlicki) Synchronische und diachronische Aspekte der Sprache. Sprachwandel – Sprachkontakte – Sprachgebrauch (=Stettiner Beiträge zur Sprachwissenschaft Bd. 5.) Verlag Dr. Kovač, Hamburg 2013, ISBN 978-3-8300-7059-7.
- (mit Magdalena Lisiecka-Czop, Karl Heinz Ramers) Sprache und Wörterbücher in Theorie und Praxis. Lexikografische und textlinguistische Fragestellungen = Stettiner Beiträge zur Sprachwissenschaft Bd. 7. Verlag Dr. Kovač, Hamburg 2017, ISBN 978-3-8300-9316-9.

### Andere Publikationen
- Zahlreiche Aufsätze, Mitverfasser von Lehrbüchern für den Deutschunterricht in Polen, drei Reisereportagen in Buchform (u. a. Germanista w podróży – Ein Germanist auf Reisen) und fünf Mini-Bände Scherzgedichte.[4][5]

### Festschriften
- Ryszard Lipczuk zum 60. Geburtstag (Einleitung von Gisela Ros, Jürgen Schiewe, Werner Westphal). In: Jürgen Schiewe, Ryszard Lipczuk, Krzysztof Nerlicki, Werner Westphal (Hrsg.): Sprache und Identität = Kommunikation für Europa II. Peter Lang, Frankfurt a. M. 2013, S. 11–12. ISBN 978-3-631-58014-1.
- Jolanta Mazurkiewicz-Sokołowska, Dorota Misiek, Werner Westphal (Hrsg.): Sprachkontakte und Lexikon. Festschrift zum 65. Geburtstag von Prof. Ryszard Lipczuk. Verlag Dr. Kovač: Hamburg 2013, ISBN 978-3-8300-6896-9.
- Joanna Golonka, Barbara Komenda-Earle, Lech Zieliński (Hrsg.): Docendo discimus – Wörter, Sätze, Grammatik – Professor Ryszard Lipczuk zum 70. Geburtstag gewidmet. = Stettiner Beiträge zur Sprachwissenschaft Bd. 11. Verlag Dr. Kovač, Hamburg 2019, ISBN 978-3-339-11126-5.
- Barbara Komenda-Earle, Krzysztof Nerlicki, Katarzyna Sztandarska, Monika Kasjanowicz-Szczepańska (Hrsg.): Cogito ergo sum – Wortschatz, Kognition, Text. Professor Ryszard Lipczuk zum 70. Geburtstag gewidmet. = Stettiner Beiträge zur Sprachwissenschaft Bd. 12. Verlag Dr. Kovač, Hamburg 2019, ISBN 978-3-339-11128-9.

## Preise und Auszeichnungen
- Stipendiat der Alexander von Humboldt-Stiftung: Münster, Mannheim, Kiel, Leipzig (5 Aufenthalte in den Jahren 1981–2010).
- Ministerpreis 3. Grades für wissenschaftliche Arbeit (1989)
- Goldene Medaille für die langjährige Arbeit (Medal Złoty za długoletnią służbę)(2012)
- Rektorpreis der Universität Szczecin für das Gesamtwerk (2018)
- Zahlreiche andere Rektorpreise für wissenschaftliche, didaktische, organisatorische Arbeit.[4][5]

## Privates
- Verheiratet, zwei erwachsene Kinder, eine Enkelin, ein Enkel